# Jaimee Provan
Jaimee Sarah Provan (Christchurch, 3. veljače 1978.) je bivša novozelandska hokejašica na travi. Igrala je na položaju napadačice.
Svojim igrama je privukla pozornost novozelandskog izbornika, što joj je dalo mjesto u izabranoj vrsti.

## Sudjelovanja na velikim natjecanjima
Za "The Black Sticksice" je prvi put zaigrala 2001.
- 2001.: Trofej prvakinja u Amstelveenu, 5. mjesto
- 2002.: Trofej prvakinja u Makau, 5. mjesto (3. po broju postignutih pogodaka)
- 2002.: Igre Commonwealtha u Manchesteru, 4. mjesto
- 2002.: svjetsko prvenstvo u Perthu, 11. mjesto
- 2003.: Champions Challenge u Cataniji, 4. mjesto
- 2004.: izlučna natjecanja za OI 2004., u Aucklandu, 3. mjesto
- 2004.: Olimpijske igre u Ateni, 6. mjesto,
- 2005.: Champions Challenge u Virginia Beachu, zlatno odličje

## Vanjske poveznice
- Novozelandski olimpijski odbor Profil